# نجم‌الدین شریعتی
نجم‌الدین شریعتی (زادهٔ ۲۱ تیر ۱۳۵۹) مجری تلویزیون و تهیه‌کننده ایرانی است. او با اجرای برنامه تلویزیونی سمت خدا که برنامه گفتگومحور مذهبی هست و از سال ۱۳۸۸ تاکنون در شبکه ۳ در حال پخش است، شناخته شده است.

## زندگی
نجم الدین در ۲۱ تیر ۱۳۵۹ در شهر تنکابن مازندران به دنیا آمد. وی تحصیلات خود را در رشته مهندسی کامپیوتر شاخه نرم‌افزار ادامه داد و موفق به اخذ مدرک کارشناسی شد. شریعتی در اوایل دهه ۸۰ و در ۲۴ سالگی ازدواج کرد و دو فرزند به نام محیی‌الدین و محمد مهدی دارد.

## فعالیت

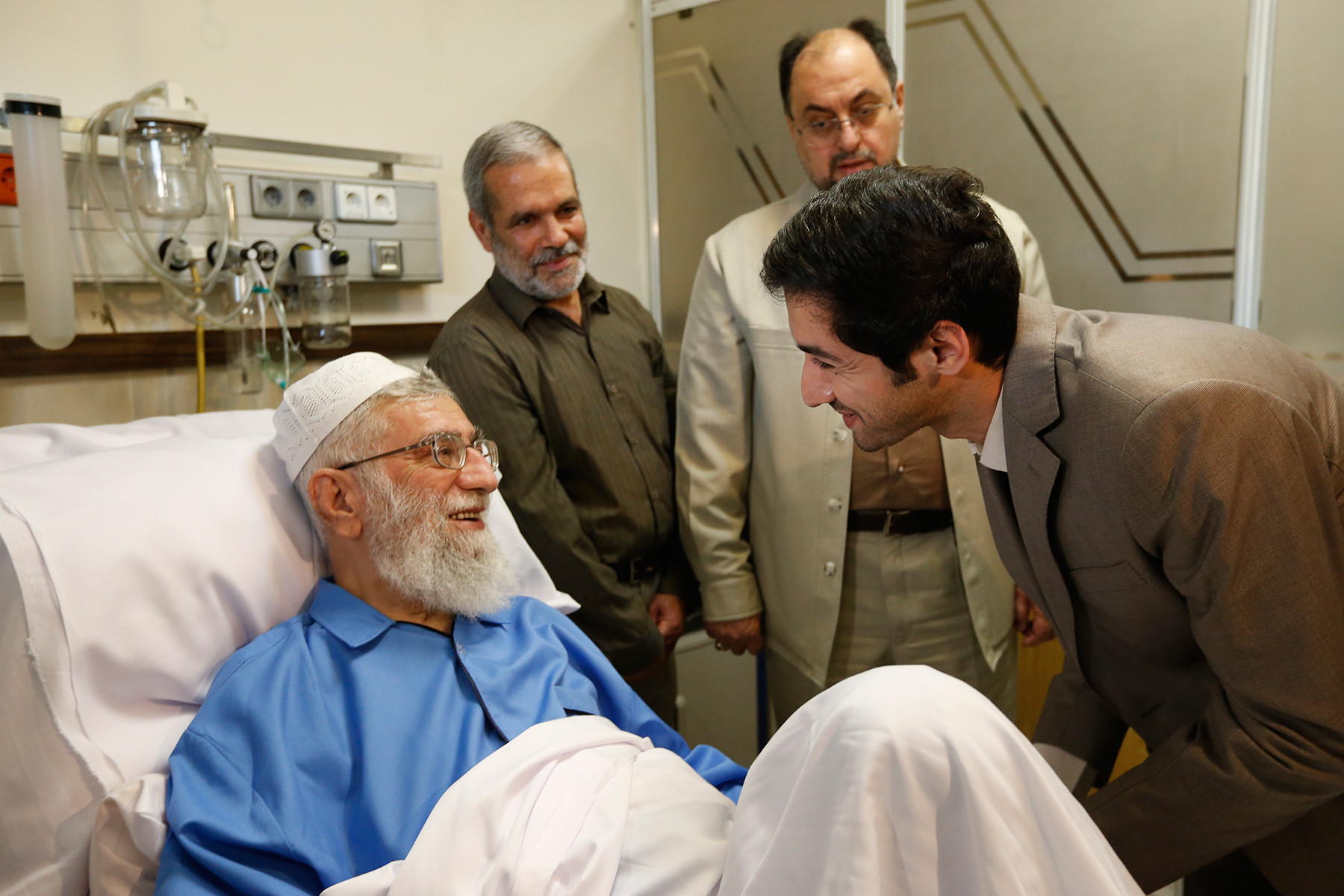
عیادت شریعتی از سید علی خامنه‌ای در شهریور ۱۳۹۳

وی فعالیت خود را از سنین پایین آغاز کرد و در سال ۱۳۷۹ با اجرای برنامه نیم‌رخ به‌طور رسمی وارد سازمان صدا و سیمای جمهوری اسلامی ایران شد و پس از آن در سال‌های ۱۳۸۴ تا ۱۳۸۸ به برنامه زلال احکام پیوست و کمی پس از آن، برنامه سمت خدا با اجرای او در سال ۱۳۸۸ از تلویزیون شروع به پخش کرد. نوع اجرای او در سمت خدا، به نوعی نوآوری در برنامه‌های مذهبی صدا و سیما بود که به گفته رسانه‌های ایرانی و نظرسنجی‌های انجام‌شده، مورد استقبال گسترده مخاطبان تلویزیون در ایران قرار گرفت و همچنان جزو برنامه‌های پرمخاطب صدا و سیما است. او برای مدتی در سال ۱۴۰۱ از برنامه خداحافظی کرد ولی در شهریور همان سال، مجدد به برنامه بازگشت. شریعتی در برنامه تلویزیونی ماه من که به مناسبت ماه رمضان در سحرگاه از شبکه سه پخش می‌شد، به عنوان مجری حاضر شد. وی همچنین اجرای برنامه حسینیه معلی در شبکه سه را بر عهده داشت. شریعتی علاوه بر مجری‌گری، تهیه‌کنندگی برنامه تلویزیونی را نیز در کارنامه خود دارد. وی تولید را با مستند روزگار ما کمی آن‌سوتر آغاز کرد و پس از آن برنامه تلویزیونی شهر خدا را که ویژه برنامه ماه رمضان بود روی آنتن برد.

## آثار
| سال        | نام برنامه  | سمت           | شبکه پخش‌کننده |
| ---------- | ----------- | ------------- | ------------- |
| ۱۳۷۹       | نیم‌رخ       | مجری          | شبکه ۱        |
| ۱۳۸۸–۱۳۸۴  | زلال احکام  | مجری          | شبکه ۳        |
| ۱۳۸۸–اکنون | سمت خدا     | مجری          | شبکه ۳        |
| ۱۳۸۹       | شهر خدا     | مجریتهیه‌کننده | شبکه ۳        |
| ۱۳۹۷–اکنون | ماه من      | مجری          | شبکه ۳        |
| ۱۴۰۲–اکنون | حسینیه معلی | مجری          | شبکه ۳        |
| ۱۴۰۴–۱۴۰۳  | سال نو      | مجری          | شبکه ۳        |

## حواشی

### حواشی سمت خدا
در یکی از برنامه‌های اردیبهشت ۱۳۹۳ یکی از کارشناسان این برنامه به انتقاد از وضعیت اقتصادی پرداخت که بلافاصله عبدالمجید رکنی، تهیه‌کننده برنامه به دلیل این انتقاد از کار برکنار شد. شریعتی به نشانه اعتراض در برنامه زنده اعلام کرد که دیگر مجری سمت خدا نخواهد بود و از مردم خداحافظی کرد. فرحزاد کارشناس برنامه هم از شریعتی حمایت کرد و گفت: «اگر شریعتی نباشد، من و دیگر کارشناسان به برنامه نمی‌آییم.» یک هفته بعد، برنامه به حالت پیشین خود بازگشت و مجری و کارشناسان به برنامه بازگشتند.